# Distretto di Korgun
Il distretto di Korgun (in turco Korgun ilçesi) è uno dei distretti della provincia di Çankırı, in Turchia.